# Zugot
Als Zugot (hebräisch זוגות ‚Paare‘; auch Sugot oder Suggot) oder die fünf Paare bezeichnet die Mischna und sonstige Literatur zur jüdischen Traditionsgeschichte insgesamt zehn jüdische Schriftgelehrte im Zeitalter des 2. Tempels. Gemäß dieser Literatur haben sie das mündliche Gesetz in diesem Zeitabschnitt weitertradiert. Sie lebten nach der Zeit der jüdischen Propheten, aber noch vor den sogenannten Tannaiten, die das mündliche Gesetz (mündliche Thora) niederschrieben.
In den Sprüchen der Väter werden paarweise die jeweils zwei bedeutendsten Gelehrten ihrer jeweiligen Generation zusammengestellt. Je einer davon soll Vorsitzender (Nasi), der andere stellvertretendes Oberhaupt (Ab Bet-Din) des Sanhedrins gewesen sein. Institutionengeschichtlich ist dieser Bericht aber wohl nicht zuverlässig, sondern vielmehr ein Anachronismus.
1. Paar:
- Jose (Josse / Josef) ben Joezer aus Tsereda (Stadt im Stamme Manasse), erlitt angeblich den Märtyrertod. Er soll gesagt haben: Es sei dein Haus ein Versammlungshaus der Weisen, und bestäube dich mit dem Staube ihrer Füße und trinke mit Durst ihre Worte.[1]

- Jose (Josse) ben Jochanan (aus Jerusalem). Von ihm wird der Ausspruch überliefert: Es sei dein Haus geöffnet der Erleichterung, und es seien Arme deine Hausgenossen, und plaudere nicht zuviel mit der Frau. Bezüglich der eigenen Frau …, um wieviel mehr mit der Frau eines anderen.[2]

Beide lebten zur Zeit des makkabäischen Unabhängigkeitskriegs.
2. Paar:
- Joschua ben Perachja / Josua, Sohn des Perachja (jüdischer Überlieferung nach[3] Lehrer Jesu), und

- Nittai (andere Lesart: Mattai) der Arbelite(r) / Nittai aus Arbela (Irbid bei Tiberias).[4]

Joschua und Nittai lebten zur Zeit des Johannes Hyrkanos I.
3. Paar:
- Juda ben Tabbai (Jehuda, Sohn des Tabbai)

- Schimon ben Schetach (Simeon ben Schetach) (Bruder der Salome Alexandra?); Simon, Sohn Schetachs, waltete unparteiisch und ohne Ansehen der Person seines Amtes als Präsident des Synhedrions, ließ bei einem Rechtsfall den König Jannai persönlich vor Gericht erscheinen, wies ihn an, als Beklagter („vor Gott, nicht vor dem Richter“) zu stehen statt zu sitzen; über seine große Redlichkeit wird folgende Geschichte erzählt: Simon hatte von einem Araber einen Esel gekauft; die Schüler hatten an dem Hals des Esels einen kostbaren Edelstein bemerkt und brachten diesen voller Freude ihrem Lehrer; dieser aber erklärte, dass er nur den Esel und nicht den Edelstein gekauft habe, und befahl, den Edelstein sofort dem Araber zurückzugeben, bei dessen Empfang der Araber ausgerufen habe: Gelobt sei der Gott Simons![5]

Sie lebten zur Zeit von Alexander Jannäus und Salome Alexandra.
4. Paar:
- Schemaja / Šemaja und

- Abtalion / Abtaljon / Ptollion werden in Abot I, 10 erwähnt.

Schemaja und Abtalion entsprechen möglicherweise Samaias und Pollion bei Flavius Josephus. Sie lebten zur Zeit Johannes Hyrkanos II. und stammten von Männern aus der Nachkommenschaft des assyrischen Königs Sanherib ab, die zum Judentum übergetreten waren und dann Israelitinnen geheiratet hatten.
5. Paar:
- Hillel (Hillel „der Alte“), die Traditionen über sein Leben sind völlig klischeehaft, kontrastieren den „sanften“ Hillel mit dem „strengen“ Schammai (und haben viel mit den Topoi der hellenistischen Gelehrtenbiographie gemeinsam); von Hillel werden die Aussprüche überliefert:[7] Gehöre zu den Schülern Aharons, Frieden liebend und nach Frieden strebend, die Menschen liebend und sie der Thora näher bringend … Wer seinen Namen verbreitet, verliert seinen Namen ganz, wer nicht zunimmt, nimmt ab, wer nicht lehrt, ist todeswürdig, und wer sich der Krone bedient, schwindet dahin … Wenn ich nicht für mich bin, wer ist für mich? Und wenn ich für mich bin, was bin ich? Und wenn nicht jetzt, wann denn?

- Schammai / Šammaj (manchmal ebenfalls „der Alte“ genannt); von ihm wird der Ausspruch überliefert:[8] Mache deine Thora zu einer feststehenden Beschäftigung, sprich wenig und tue viel, und empfange jeden Menschen mit freundlicher Miene.

Hillel und Schammai lebten beide zur Zeit Herodes des Großen. Sie überlieferten die Tradition an Jochanan ben Sakkai.